# Ilias Atmadzidis
Ilias Atmadzidis (gr. Ηλίας Ατματζίδης, ur. 24 kwietnia 1969 w Kozani) – piłkarz grecki grający na pozycji bramkarza.

## Kariera klubowa
Karierę piłkarską Atmadzidis rozpoczął w klubie o nazwie Pontioi Verias z miasta Weria. W 1989 roku zadebiutował w jego barwach w drugiej lidze greckiej i od początku kariery w tym klubie był jego pierwszym bramkarzem. W Pontioi Verias grał przez trzy sezony.
Latem 1992 roku Atmadzidis podpisał kontrakt z AEK-iem Ateny. W sezonie 1992/1993 wywalczył mistrzostwo Grecji, jednak pełnił rolę rezerwowego bramkarza dla Andonisa Minu. W 1993 roku odszedł on do Apollonu Smyrnis i Atmatsidis na kolejne lata stał się pierwszym bramkarzem AEK-u. W 1994 roku po raz drugi został mistrzem kraju, a w latach 1996, 1997, 1999 i 2002 wywalczył jego wicemistrzostwo. Sukcesy z AEK-iem osiągał także w Pucharze Grecji zdobywając go czterokrotnie w latach 1996, 1997, 2000 i 2002.
W 2002 roku Atmadzidis po stracie miejsca w składzie AEK-u na rzecz Dionisisa Chiotisa, odszedł do PAOK-u Saloniki. Tam też Grek spędził trzy lata. W 2003 roku wywalczył swój piąty w karierze krajowy puchar. W 2005 roku zakończył piłkarską karierę.
| Sezon   | Klub            | Kraj   | Rozgrywki     | Mecze | Bramki |
| ------- | --------------- | ------ | ------------- | ----- | ------ |
| 1989/90 | Pontioi Veroias | Grecja | Beta Ethniki  | 36    | 0      |
| 1990/91 | Pontioi Veroias | Grecja | Beta Ethniki  | 31    | 0      |
| 1991/92 | Pontioi Veroias | Grecja | Beta Ethniki  | 33    | 0      |
| 1992/93 | AEK Ateny       | Grecja | Alpha Ethniki | 0     | 0      |
| 1993/94 | AEK Ateny       | Grecja | Alpha Ethniki | 33    | 0      |
| 1994/95 | AEK Ateny       | Grecja | Alpha Ethniki | 29    | 0      |
| 1995/96 | AEK Ateny       | Grecja | Alpha Ethniki | 30    | 0      |
| 1996/97 | AEK Ateny       | Grecja | Alpha Ethniki | 31    | 0      |
| 1997/98 | AEK Ateny       | Grecja | Alpha Ethniki | 33    | 0      |
| 1998/99 | AEK Ateny       | Grecja | Alpha Ethniki | 28    | 1      |
| 1999/00 | AEK Ateny       | Grecja | Alpha Ethniki | 33    | 0      |
| 2000/01 | AEK Ateny       | Grecja | Alpha Ethniki | 25    | 0      |
| 2001/02 | AEK Ateny       | Grecja | Alpha Ethniki | 9     | 0      |
| 2002/03 | PAOK FC         | Grecja | Alpha Ethniki | 5     | 0      |
| 2003/04 | PAOK FC         | Grecja | Alpha Ethniki | 20    | 0      |
| 2004/05 | PAOK FC         | Grecja | Alpha Ethniki | 8     | 0      |

## Kariera reprezentacyjna
W reprezentacji Grecji Atmadzidis zadebiutował 23 marca 1994 w zremisowanym 0:0 towarzyskim spotkaniu z Polską. W 1994 roku został powołany przez selekcjonera Alkietasa Panaguliasa do kadry na Mistrzostwa Świata w USA. Tam wystąpił w jednym spotkaniu, przegranym 0:4 z Bułgarią. Do 1999 roku rozegrał w kadrze narodowej 47 meczów.